# Go!Go!7188
GO!GO!7188 – japońska grupa muzyczna założona w 1998 roku.

## Skład
- Yumi Nakashima (jap. 中島 優美 Nakashima Yumi; ps.: „Yuu” – ユウ)
- Akiko Noma (jap. 野間 亜紀子 Noma Akiko; ps.: „Akko” – アッコ)
- Takayuki Hosokawa (jap. 細川 貴之 Hosokawa Takayuki; ps.: Turkey – ターキー)

## Dyskografia
- 2000: Dasoku Hokō (蛇足歩行)
- 2001: Gyotaku (魚磔)
- 2002: Tora no Ana
- 2003: Tategami (鬣)
- 2004: Ryūzetsuran (竜舌蘭)
- 2005: Parade (パレード)
- 2006: Best of Go! Go!
- 2007: 569 (ゴーロック Go Rock)
- 2008: Tora no Ana 2
- 2009: Antenna (アンテナ)
- 2010: Go!!GO!GO!Go!!